# Rhombodera kirbyi
Rhombodera kirbyi es una especie de mantis de la familia Mantidae.

## Distribución geográfica
Se encuentra en Timor (Indonesia).